# Banco de Géiser
Banc du Geyser (también Banc du Géysir) es un arrecife, en su mayoría sumergido, localizado en el sector noreste del canal de Mozambique, a 125 km (78 millas) al noreste de Mayotte, 112 km (70 millas) al suroeste de las Islas Gloriosas, y 200 km (124 millas) frente a la costa noroeste de Madagascar.

## Geografía
El banco es un peligroso arrecife de forma ovalada, 8 km (5 millas) de largo y 5 km (3 millas) de ancho que se expone sólo en las mareas bajas, con la excepción de algunas formaciones rocosas en la parte sur del arrecife. Las rocas son generalmente 1.5 a 3 metros (5 a 10 pies) de altura, la más extensa es la Roca Sur con una altura de 8 metros (26 pies), similar a un barco a vela. En la parte oriental del arrecife hay algunos cayos de arena, de 1 a 3 metros (3 a 10 pies) de altura cubiertos de pasto y arbustos pequeños. La entrada a la laguna central es posible desde una dirección sursureste. Abundan gran variedad de aves marinas, y los cayos están cubiertos de toneladas de guano.

## Historia
El arrecife Geyser fue descubierto por navegantes árabes en torno al año 700, y se mostró en algunas cartas de navegación fechadas alrededor del año 800. Hacia 1650 este archipiélago se muestra en los mapas españoles bajo el nombre de Arrecife de Santo Antonio. El nombre actual fue dado el 23 de diciembre de 1678, cuando el navío británico Geyser recorrió el arrecife.

## Litigio
El arrecife es reclamado por Francia, Madagascar y las Comoras. Desde el punto de vista francés, es parte de sus islas dispersas en el océano Índico, Madagascar anunció su anexión en 1976, presumiblemente debido a la posibilidad de yacimientos de petróleo en las cercanías. Por otra parte, las Comoras reclaman el Banc du Geysir como parte de su zona económica exclusiva.